# Al-Aqsa-Märtyrerbrigaden
Die al-Aqsa-Märtyrerbrigaden (arabisch كتائب شهداء الأقصى, DMG Katāʾib Šuhadāʾ al-Aqṣā) sind eine palästinensische Untergrundorganisation, die als bewaffneter Arm der Fatah dienen.

## Geschichte
Die „al-Aqsa-Brigaden“ traten erstmals im Juni 2001 unter diesem Namen in Erscheinung. Ihr erstes großes Attentat war am 12. Dezember 2001, bei dem elf Israelis getötet und etwa 30 verletzt wurden. Ein israelischer Bus wurde bei seiner Einfahrt nach Immanuel durch zwei Bombenexplosionen gestoppt und anschließend beschossen. Eine weitere Person erlag am 25. März 2002 ihren Verletzungen.
Im März 2002 wurde die Gruppe nach einem tödlichen Selbstmordattentat in Jerusalem vom US-amerikanischen Außenministerium in die Liste der ausländischen Terrororganisationen aufgenommen und auch die Europäische Union führt die Organisation als terroristische Vereinigung.
Sie war eine der aktivsten Gruppierungen in der 2. Intifada und entstand kurz nach ihrem Beginn. Ursprünglich hatte die Gruppe gelobt, sich auf einen Guerillakampf gegen die israelische Armee zu beschränken und nur israelische Soldaten und Siedler im Westjordanland und dem Gazastreifen angreifen zu wollen.
Die Brigaden nannten sich nach der al-Aqsa-Moschee, einer der heiligsten Stätten des Islam und ein Symbol für die palästinensische Unabhängigkeitsbewegung. Nach dem Tod Arafats im November 2004 verkündeten die Brigaden, von nun an den Namen Brigaden des Schahid Yasir Arafat führen zu wollen. Sie fertigten außerdem eine Rakete an, die sie nach Jassir Arafat benannten. Die über bis zu 18 Kilometer Reichweite verfügende, nicht steuerbare Rakete sollte der Organisation zufolge „die Liebe und Bewunderung“ gegenüber ihrem historischen Führer symbolisieren.
Die Mitglieder der Brigaden rekrutierten sich vornehmlich aus den Fatah Tanzim, einer militanten Jugendgruppe innerhalb der Fatah. Israel kritisierte, dass weder die Fatah noch die Palästinensische Autonomiebehörde Versuche unternommen hatten, die Angriffe der Brigaden zu stoppen. Im April 2002 verhaftete Israel Marwan Barghuthi, einen Führer der Gruppe, und verurteilte ihn im August für fünffachen Mord, Verschwörung zum Mord und Mitgliedschaft in einer terroristischen Organisation zu fünfmal lebenslänglich und 40 Jahren Gefängnis. Barghuti war auch Generalsekretär der Fatah im Westjordanland.
Zu den Opfern der Brigaden gehören außer Israelis auch Palästinenser. In den ersten Monaten des Jahres 2004 wurde die Gruppe für eine Reihe von Angriffen auf Journalisten im Westjordanland und dem Gazastreifen verantwortlich gemacht. Ein Angriff auf die Büros des arabischen Fernsehsenders al-Arabiya wurde von Männern ausgeführt, die sich selbst als Mitglieder der Brigaden bezeichneten. Daraufhin kam es am 9. Februar 2004 zu einem Generalstreik der palästinensischen Journalisten, um gegen die zunehmende Gewalt zu protestieren. Neben Gegnern von Arafat, Journalisten, Moderaten und angeblichen Kollaborateuren hat sie auch den Bruder Ghassan Schakaas', des Bürgermeisters von Nablus, getötet. Schakaas erklärte daraufhin aus Protest gegen die mangelnden Maßnahmen der PA gegen die Randale der bewaffneten Truppen in der Stadt seinen Rücktritt aus dem Amt.
Die Brigaden waren auch prominent an den Aufständen im Gazastreifen im Juli 2004 beteiligt, bei denen ein palästinensischer Offizier gekidnappt wurde und das Sicherheitshauptquartier der PA und palästinensische Polizisten von bewaffneten Männern angegriffen wurden. Diese Aufstände führten dazu, dass das palästinensische Kabinett den Notstand ausrief. Einige Medien bezeichneten darauf die Situation in den palästinensischen Autonomiegebieten als chaotisch und anarchisch.
Die Brigaden haben mehrere Aktionen zusammen mit der islamistischen Hamas ausgeführt; dies vor allem im Gazastreifen. Andere Gruppen, mit denen sie zusammenarbeiteten, waren der Palästinensische Islamische Dschihad, die Volkswiderstandskomitees, die Abu-Ali-Mustafa-Brigaden und im Westjordanland sogar die Hisbollah.
Die Anwohner der Kassam-Raketen-Abschussstellen im Gazastreifen waren oft gegen diese Aktionen von Hamas und al-Aqsa-Märtyrerbrigaden, weil sie israelische Aktionen gegen die Abschussorte befürchteten. Am 23. Juli 2004 wurde ein 15-jähriger arabischer Junge von palästinensischen Terroristen getötet, als er und seine Familie verhindern wollten, dass ihr Hausgrundstück für einen Abschuss missbraucht werde. Vier weitere Personen wurden bei dem Zwischenfall verletzt.
Im Oktober 2005, als der Präsident des Iran Mahmud Ahmadinedschad sagte, dass das Besatzerregime Geschichte werden müsse, veröffentlichten die Brigaden eine Stellungnahme, in der sie davon sprachen, dass sie sich „mit den Positionen und Erklärungen des iranischen Präsidenten, der in ehrvoller Weise dazu aufrief, Israel von der Landkarte zu streichen, identifizieren und sie vollkommen unterstützen“.
Zuletzt bekannten sich die Brigaden zu dem Mord an einem jüdischen Ehepaar und deren Kindern in der Siedlung Itamar, der sich in der Nacht vom 11. zum 12. März 2011 ereignete. Dabei verschaffte sich der Täter nachts Zutritt zu dem Haus der Familie und erstach fünf der acht Familienangehörigen (darunter einen Säugling).

## Beziehung zu Arafat und der Fatah
Die Beziehung zu Arafat war aufgrund von widersprüchlichen Informationen von Führern der Gruppe lange Zeit nicht klar. Offiziell wurde die Gruppe im Jahr 2002 nicht von Arafat und der Fatah unterstützt, obwohl Mitglieder der Brigade auch Mitglieder von Arafats Fatah zu sein pflegen. Maslama Thabit, einer der Führer der Gruppe, meinte jedoch zu USA Today: „Wir erhalten unsere Instruktionen von der Fatah. Unser Kommandeur ist Yasir Arafat selbst.“ Nur Tage nach der Aussage Thabits sagte jedoch Nasir Badawi der New York Times, dass die Brigaden „[ihren] Führer respektieren“, die Entscheidungsgewalt, „Angriffe auszuführen, verbleibt [aber] der Führung der al-Aqsa-Märtyrer-Brigaden“. Badawi fügte hinzu, dass Arafat zu diesem Zeitpunkt die Gruppe noch nie darum gebeten habe, die Selbstmordattentate zu stoppen, die Arafat in der Öffentlichkeit verurteilte.
Im November 2003 deckte ein Journalist der BBC eine Fatah-Zahlung von monatlich 50.000 Dollar an die Brigaden auf. Daneben veröffentlichte Israel Dokumente, von denen behauptet wurde, sie seien in der Muqataa gefunden worden. Die Dokumente schienen ebenfalls zu beweisen, dass Arafat die terroristischen Angriffe der Organisation finanzierte. US-Präsident George W. Bush benutzte diese Dokumente später als Argument für seinen Aufruf, Arafat zu entmachten.
Im Juni 2004 erklärte schließlich auch Ahmad Qurai, damals Ministerpräsident der PA, die Brigaden seien Teil der Fatah, die ihr verpflichtet sei und volle Verantwortung für sie trage. Im Juli 2004 sagte Qurai auch, dass die al-Aqsa-Märtyrerbrigaden, der militärische Flügel der Fatah, nicht aufgelöst werden würden und dass die Fatah generell niemals ihren militärischen Flügel auflösen würde.
Konsequenterweise hatte am 18. Dezember 2003 die Fatah die Führer der Brigaden eingeladen, Mitglied im Rat der Fatah zu werden, womit sie die Organisation offiziell als Teil der Fatah anerkannte.

## Anschläge
Die Brigaden sind für mindestens 31 Selbstmordanschläge verantwortlich (→ Liste von Selbstmordanschlägen der Al-Aqsa-Märtyrerbrigaden).
Bekannte Attentate waren:
- 27. Januar 2002: Anschlag in der Jaffa-Straße 2002 – Selbstmordanschlag durch Wafa Idris, erster Selbstmordanschlag der Al-Aqsa-Märtyrer-Brigaden und erster weiblich-palästinensischer Selbstmordanschlag, ein Toter, 150 Verletzte.[14]
- 9. März 2002: Ein Anschlag mit Feuerwaffen und Handgranaten in Netanja, bei dem zwei Israelis getötet und 50 verletzt werden.[15][16]
- 29. März 2002: Anschlag durch Ayat al-Akhras auf einen Supermarkt im Westen von Jerusalem, 3 Tote (einschließlich der Attentäterin), 28 Verletzte.[17][18]

Bei mindestens sechs Selbstmordanschlägen der Brigaden waren die Täter jünger als 18 Jahre (16 bis 17). Außerdem wurde am 24. März 2004 ein 14-jähriger palästinensischer Jugendlicher namens Hussam Abdu an einem Checkpoint der israelischen Streitkräfte mit einem umgeschnallten Sprengstoffgürtel aufgehalten. Die al-Aqsa-Märtyrerbrigaden übernahmen die Verantwortung für den versuchten Anschlag. Am 23. September 2004 wurde ein 15-jähriger Palästinenser von der israelischen Armee verhaftet, bevor er einen Anschlag verüben konnte.

## Liste von Mitgliedern
- Nayif Abu Scharah: Lokaler Kommandeur in Nablus (von den israelischen Streitkräften getötet)
- Marwan Barghuti: Oberbefehlshaber (von den israelischen Streitkräften verhaftet und anschließend zu lebenslanger Haft wegen mehrfachen Mordes und Terrorismus verurteilt)
- Sirhan Sirhan: Tötete fünf Menschen, einschließlich einer Mutter mit ihren zwei Kindern im Kibbutz Metzer (nicht mit dem Attentäter auf Robert F. Kennedy zu verwechseln)
- Zakaria Zubeidi: Lokaler Kommandeur in Dschenin, bekannt für seine angebliche Beziehung zu der Israelin Tali Fahima.